# Зерег
Зерег (монг.: Зэрэг) — сомон аймаку Ховд, Монголія. Площа 2,5 тис. км², населення 3,7 тис. Центр сомону селище Алтантеел лежить за 1060 км від Улан-Батора, за 125 км від міста Кобдо.

## Клімат
Клімат різко континентальний.

## Соціальна сфера
Є школа, лікарня, сфера обслуговування.